# Con Foley
Con Foley (19 de setembro de 1992) é um ruguebolista de sevens australiano.

## Carreira
Con Foley integrou o elenco da Seleção Australiana de Rugby Sevens 8º colocada na Rio 2016.